# Maizuru
Maizuru (jap. 舞鶴市 Maizuru-shi) – miasto w Japonii, w prefekturze Kioto, port nad Morzem Japońskim.

## Gospodarka
W mieście rozwinął się przemysł włókienniczy, budowy statków rybackich, drzewny, szklarski oraz chemiczny.

## Historia
Status miasta uzyskało w 1943, jego rozwój był związany z budową w 1901 portu morskiego, który odegrał później znaczną rolę w wojnie rosyjsko-japońskiej oraz II wojnie światowej.

## Miasta partnerskie
- Rosja: Nachodka
- Chińska Republika Ludowa: Dalian
- Wielka Brytania: Portsmouth
- Indie: Aurangabad